# Fronton (AOC)
Pour les articles homonymes, voir Fronton.
Le fronton est un vin français d'appellation d'origine contrôlée (aujourd'hui Appellation d'Origine Protégée, AOP) produit à cheval sur la Haute-Garonne et le Tarn-et-Garonne, entre Garonne et Tarn à une trentaine de kilomètres au nord de Toulouse, autour de la ville de Fronton.
Pour sa proximité avec la ville rose, le fronton est appelé le vin des Toulousains.

## Histoire

### Antiquité
Fronton compte parmi les plus anciens vignobles. Ce sont les Romains qui plantèrent les premiers ceps sur les terrains dominant la vallée du Tarn.

### Moyen Âge
Au XIIe siècle, avec la protection du pape Calixte II venu en 1119 consacrer l’église, le vignoble est la propriété des chevaliers de l’ordre de Saint-Jean de Jérusalem.
L’Ordre a construit le village autour de l’église Saint-Jean-Baptiste, bâtie sur l’emplacement de l’église actuelle. Les donations pieuses affluent et l’Ordre crée à Fronton une commanderie dirigée par un commandeur. Ce commandeur réside à Fronton et en est le seigneur. Le village se construit à l’abri des fossés et des remparts, et la vie s’organise sous la protection du château seigneurial. En 1400, la commanderie est supprimée et Fronton relève directement du grand prieuré de Toulouse.

### Période moderne
La vie de Fronton est marquée par les guerres de religion, les séjours de troupes, la météorologie et exceptionnellement, Fronton accueille un personnage important : Philippe le Bel, Charles IX, son cousin le futur Henri IV, Louis XIII qui touche les malades des écrouelles en 1632...
Au XVIe siècle, l’importance de Fronton décroît car les attaques des protestants lui sont fatales. Des préoccupations très terre à terre meublent les heures et les jours : les guerres de religion latentes jusqu'en 1628, les passages et les séjours de troupes redoutés, la météorologie et la peste, le marché et les récoltes, le pain quotidien, le blé et le vin.
La renommée des vins n’atteint son apogée qu’au XVIIIe siècle : le protectionnisme dont bénéficient les vins girondins prend fin et les vins peuvent être exportés via Bordeaux vers l’Europe entière. Cette belle prospérité ne résiste pas à la fin du XIXe siècle au phylloxéra. Le phylloxéra touche le vignoble de Fronton en 1878.

### Période contemporaine
Grâce aux efforts tenaces de générations de vignerons, les vins de Fronton retrouvent leurs lettres de noblesse en obtenant par le décret du 7 février 1975 l'appellation d'origine contrôlée (AOC), réunissant les anciens VDQS fronton et villaudric.
Depuis, la qualité des vins de Fronton n'a cessé de croître. En 2007, la cuvée Inès (de la coopérative Vinovalie) devient champion du monde des rosés. En 2015, un fronton est élu parmi les 35 « meilleurs vins du monde » (Decanter World Award Gold pour le Bouissel 2011). Le cahier des charges est modifié en avril 2025.

## Situation géographique

### Géologie
Dans 20 communes des départements de la Haute-Garonne et de Tarn-et-Garonne, le vignoble de Fronton s’étend sur trois terrasses fluviales de la rive gauche du Tarn qui datent du quaternaire. Par suite de mélanges dus aux dépôts irréguliers ou à l’érosion et aux remaniements superficiels, on rencontre une série de sols très variés. Trois grands types se distinguent :
1. Les boulbènes : les alluvions (galets, graviers, sables et limons) provenant des régions du Massif central, drainées par le Tarn et ses affluents, se caractérisent par une teneur élevée en silice et par l’absence de calcaire. Elles forment un manteau superficiel sur le substrat molassique (boulbènes blanches, constituées d’horizons limono-argileux sans éléments grossiers, boulbènes sableuses et boulbènes caillouteuses formées de graviers et cailloux avec un horizon argilo-limoneux-caillouteux).
2. Les rougets, sols argilo-limoneux qui contiennent jusqu’à 30 % d’argile.
3. Les graves constitués de nombreux cailloux et graviers en surface et d’argile en profondeur.

### Climatologie
Ce vignoble connaît la particularité de se trouver à la jonction des trois types de climats tempérés : on y trouve un climat tempéré océanique, à influences méditerranéenne et continentale, caractérisé par un été sec et très chaud, un automne bien ensoleillé, un hiver frais et un printemps marqué par de fortes pluies et des orages violents, tout comme la grêle en mai 2008 et 2009. Les vents dominants sont, par ordre d'importance, le vent d'ouest (amenant généralement l'humidité de l'océan Atlantique), le vent d'autan (venant du sud-est) et le vent du nord, nettement moins fréquent et généralement froid et sec (amenant l'air de masses anticycloniques froides placées sur le nord de l'Europe).
Le vent d’autan est aussi appelé « le vent qui rend fou », voire « le vent du diable » en raison de l'influence sur les comportements humains et animaux (irritabilité, trouble du rythme cardiaque, accroissement du nombre des accouchements…) qui serait due à la forte ionisation de l'air qu'il apporte.
| Ville             | Ensoleillement | Pluie     | Neige   | Orage   | Brouillard |
| ----------------- | -------------- | --------- | ------- | ------- | ---------- |
| Nice              | 2 694 h/an     | 767 mm/an | 1 j/an  | 31 j/an | 1 j/an     |
| Toulouse          | 2 050 h/an     | 655 mm/an | 4 j/an  | 26 j/an | 44 j/an    |
| Paris             | 1 790 h/an     | 642 mm/an | 15 j/an | 19 j/an | 13 j/an    |
| Strasbourg        | 1 637 h/an     | 610 mm/an | 30 j/an | 29 j/an | 65 j/an    |
| Moyenne nationale | 1 973 h/an     | 770 mm/an | 14 j/an | 22 j/an | 40 j/an    |

Ce terroir connaît en moyenne 24 jours de fortes chaleurs et 33 jours de gel par an. La température moyenne annuelle est de 14 °C. La température la plus chaude jamais enregistrée à Toulouse fut de 44 °C le 8 août 1923 (record français) et la température la plus froide de –18,6 °C le 15 février 1956. Le jour le plus arrosé eut quant à lui une pluviométrie de 82,7 mm le 7 juillet 1977 selon les sources de Météo-France.
Les températures moyennes sont :
| Mois                                                    | Jan | Fév  | Mar | Avr  | Mai  | Jun  | Jul | Aoû | Sep | Oct  | Nov | Déc |
| ------------------------------------------------------- | --- | ---- | --- | ---- | ---- | ---- | --- | --- | --- | ---- | --- | --- |
| Temp. max. moy. (°C)                                    | 10  | 11,5 | 15  | 17,5 | 21,5 | 26,5 | 28  | 28  | 25  | 20   | 13  | 9,5 |
| Temp. min. moy. (°C)                                    | 3   | 3,5  | 6   | 8    | 12   | 15,5 | 17  | 17  | 14  | 11,5 | 5,5 | 3   |
| Moyenne (°C)                                            | 6   | 7    | 9   | 11   | 15   | 18   | 21  | 21  | 18  | 14   | 9   | 7   |
| Précipitations moy. (mm)                                | 76  | 64   | 66  | 66   | 71   | 66   | 53  | 58  | 71  | 86   | 89  | 86  |
| Source : Climat de Toulouse sur le site Linternaute.com |     |      |     |      |      |      |     |     |     |      |     |     |

| Mois                                                      | J    | F    | M    | A    | M    | J    | J    | A    | S    | O    | N    | D    | Année |
| --------------------------------------------------------- | ---- | ---- | ---- | ---- | ---- | ---- | ---- | ---- | ---- | ---- | ---- | ---- | ----- |
| Températures (sous abri, normales 1961-1990) °C           | 5,4  | 6,8  | 8,7  | 11,3 | 14,8 | 18,4 | 21,3 | 20,8 | 18,5 | 14,4 | 8,9  | 5,9  | 12,9  |
| Précipitations (hauteur moyenne en mm, période 1961-1990) | 55,1 | 55,2 | 57,5 | 64,4 | 73,1 | 57,8 | 41   | 47,4 | 47,7 | 51,5 | 48,8 | 55,9 | 655,7 |
| Source: Météo France                                      |      |      |      |      |      |      |      |      |      |      |      |      |       |

## Vignoble

### Présentation
Le vignoble s'étend sur 2 300 hectares répartis sur 20 communes, dont :
Haute-Garonne : Bouloc, Castelnau-d'Estrétefonds, Fronton, Saint-Rustice, Vacquiers, Villaudric, Villematier, Villemur-sur-Tarn et Villeneuve-lès-Bouloc
Tarn-et-Garonne : Bessens, Campsas, Canals, Dieupentale, Fabas, Grisolles, Labastide-Saint-Pierre, Montbartier, Nohic, Orgueil et Pompignan
Fronton est le vignoble du Sud-ouest le plus proche de Toulouse ; c'est pourquoi le Fronton est généralement considéré comme « le vin des Toulousains ».

### Encépagement
L'AOC fronton est un vin obtenu à partir d'un vieux cépage, la négrette, à raison de 50 % minimum et des cépages syrah, côt (Malbec), cabernet franc, cabernet sauvignon, fer servadou, gamay, Cinsault et mérille. Le cépage Négrette est également utilisé aux États-Unis sous le nom de « Pinot St. George ».

#### La Négrette, l'exclusivité de Fronton

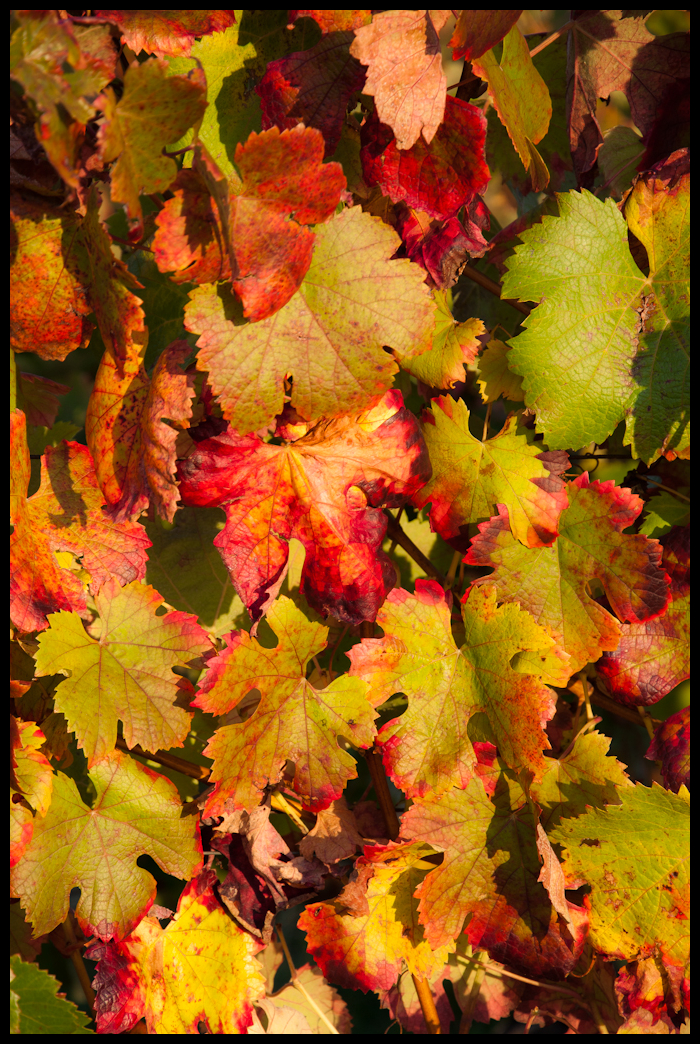
Feuillage d'automne à Fronton.

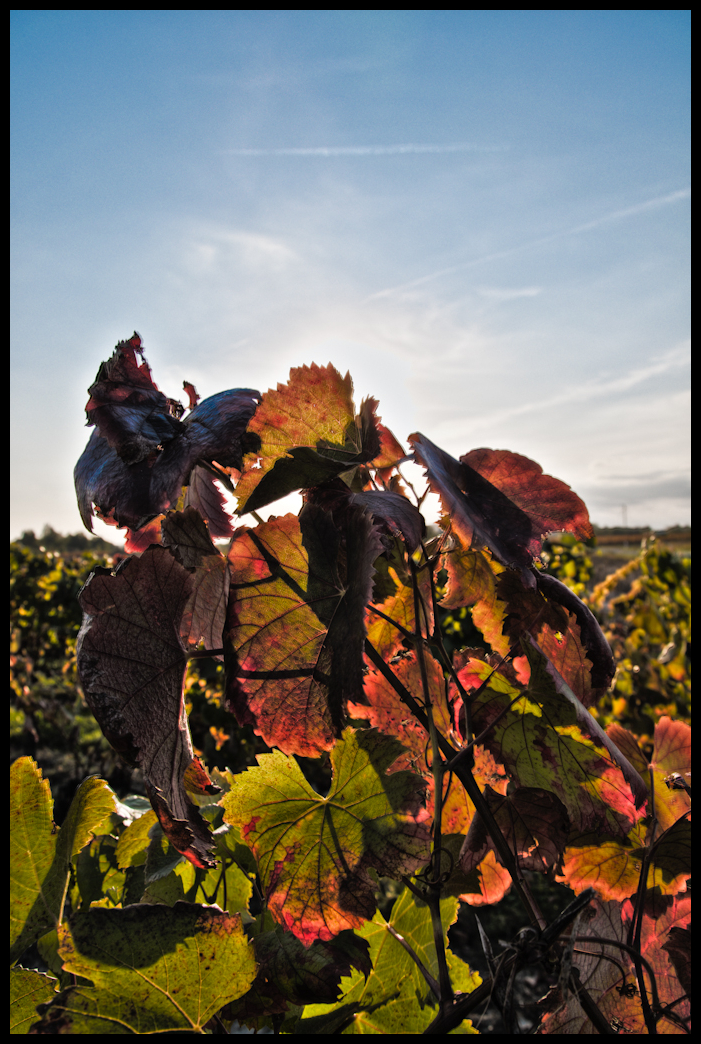
Feuillage de négrette à Fronton.

D'un point de vue génétique, la négrette est reliée depuis longtemps par les ampélographes à la grande famille des « cotoïdes », emblématique du Sud-Ouest. On a longtemps supposé que le côt était en quelque sorte le « patriarche » de cette famille, mais on a récemment montré (J.-M. Boursiquot et al., 2008) que ce dernier était lui-même issu d’un croisement entre le prunelard N et la magdeleine noire des Charentes. À ce jour, on considère donc que l’ancêtre fondateur de cette famille est le prunelar.
D’autres cépages de la région s’y rattachent : la mérille, le valdiguié, le tannat, etc. La génétique n’a pas encore pu établir la parenté exacte de la négrette, car quelques « chaînons manquants » ne figurent pas en collection, mais les valeurs des différents marqueurs génétiques permettent avec une bonne probabilité de rattacher effectivement la négrette à cette grande famille.
Dans l’ampélographie de Viala et Vermorel (1902-1910), la négrette est signalée dans le vignoble de Gaillac « depuis un temps immémorial », avant de s’étendre le long de la vallée du Tarn en Haute-Garonne et en Tarn-et-Garonne. Au début du XVIe siècle, il est fait mention à Gaillac de « vins noirs » (par opposition aux clarets), composés de prunelard et de « négremal » (négrette). Puis, régulièrement, le « négret de Gaillac » est cité dans la littérature comme étant de la négrette. Il en a effectivement été retrouvé, ce qui a permis de le confirmer.
Une légende voudrait que la négrette ait été rapportée de Chypre par les Hospitaliers de l’ordre de Saint-Jean de Jérusalem, qui avaient établi une commanderie à Fronton à partir du XIIe siècle. Ce cépage aurait été nommé Mavro à Chypre (« noir » en grec), ce qui aurait dérivé en « négrette » au cours des siècles. L'Ordre avait certes son siège à Chypre, où il existe un cépage Mavro encore de nos jours.
Côté voyages, la négrette est passée vers les Charentes et l’île de Ré, et jusqu’en Vendée, où elle a pris le nom de « petit noir », « ragoûtant » ou « dégouttant » (probablement avec deux t, dans le sens de « juteux, qui coule »). On la retrouve aussi parfois dans l’Aveyron. Enfin, en Californie, où elle avait été dénommée « pinot saint georges » (nom interdit aujourd’hui), on en trouve une centaine d’hectares.
Côté diversité, le cépage est très riche. Il existe des types à feuilles très découpées, et d’autres à feuilles entières, et de très nombreuses variations (génétiquement stables) concernant la taille et la forme des grappes. Au conservatoire, où sont regroupées 190 origines, cette diversité est très marquante, et une parcelle d’étude de certaines origines repérées dans le conservatoire a été implantée. Son objectif à moyen terme est la multiplication de types différents de ceux qui sont aujourd’hui disponibles, si ceux-ci s’avèrent intéressants pour la viticulture (ce qu’il nous faut vérifier).
C'est donc un cépage probablement très ancien, certainement d’origine régionale, présentant une grande diversité intravariétale. Il est peu diffusé aujourd’hui en dehors de Fronton.

### Vinification et élevage

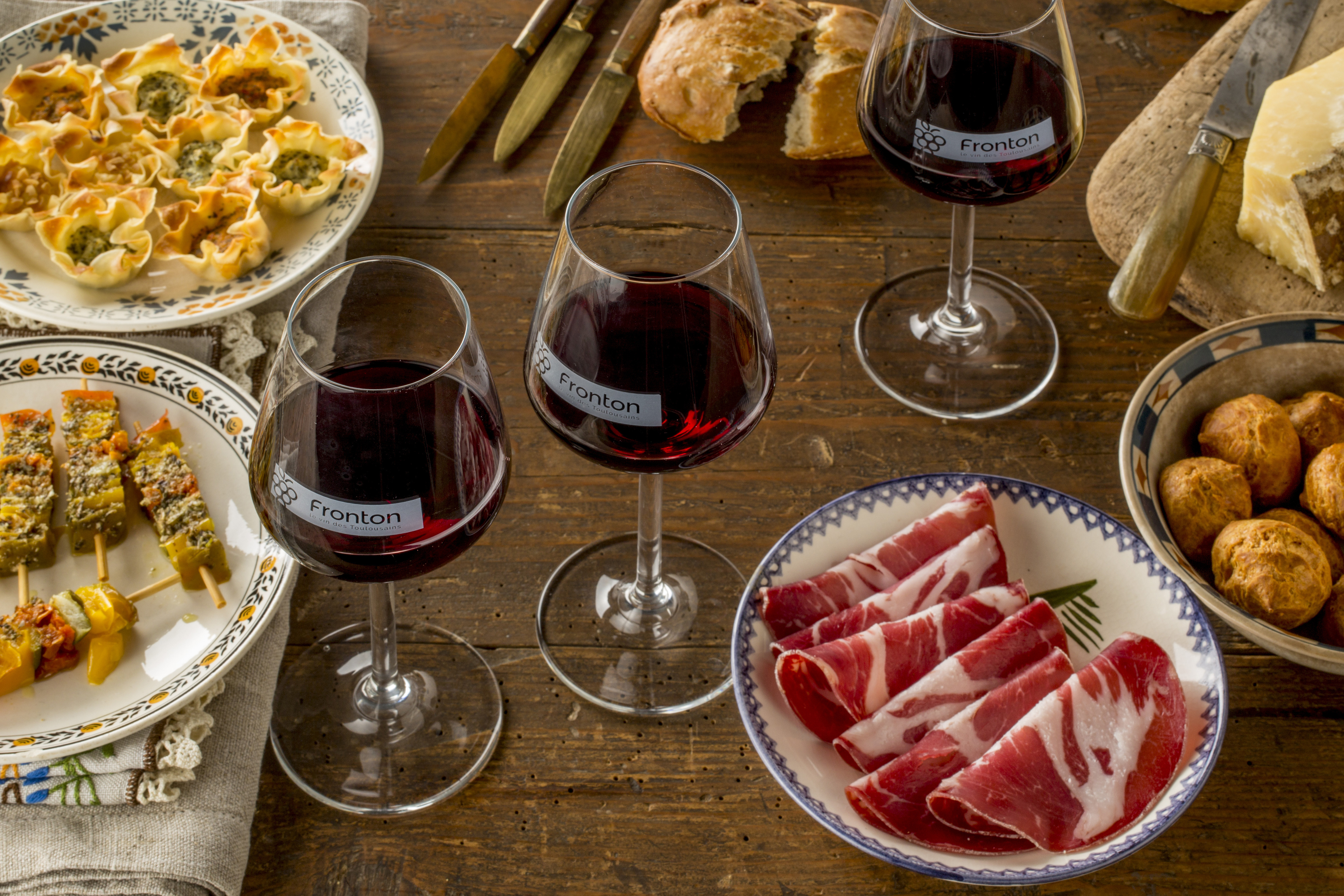
Vin rouge AOC Fonton

### Terroir et vins
Les vins rouges de Fronton offrent généralement des arômes de fruits noirs (mûre, cassis), de fleurs (violette, pivoine) et d'épices (réglisse, poivre). Ils sont élégants, souples, avec des tanins veloutés. Les vins de garde sont souvent plus complexes et charpentés.

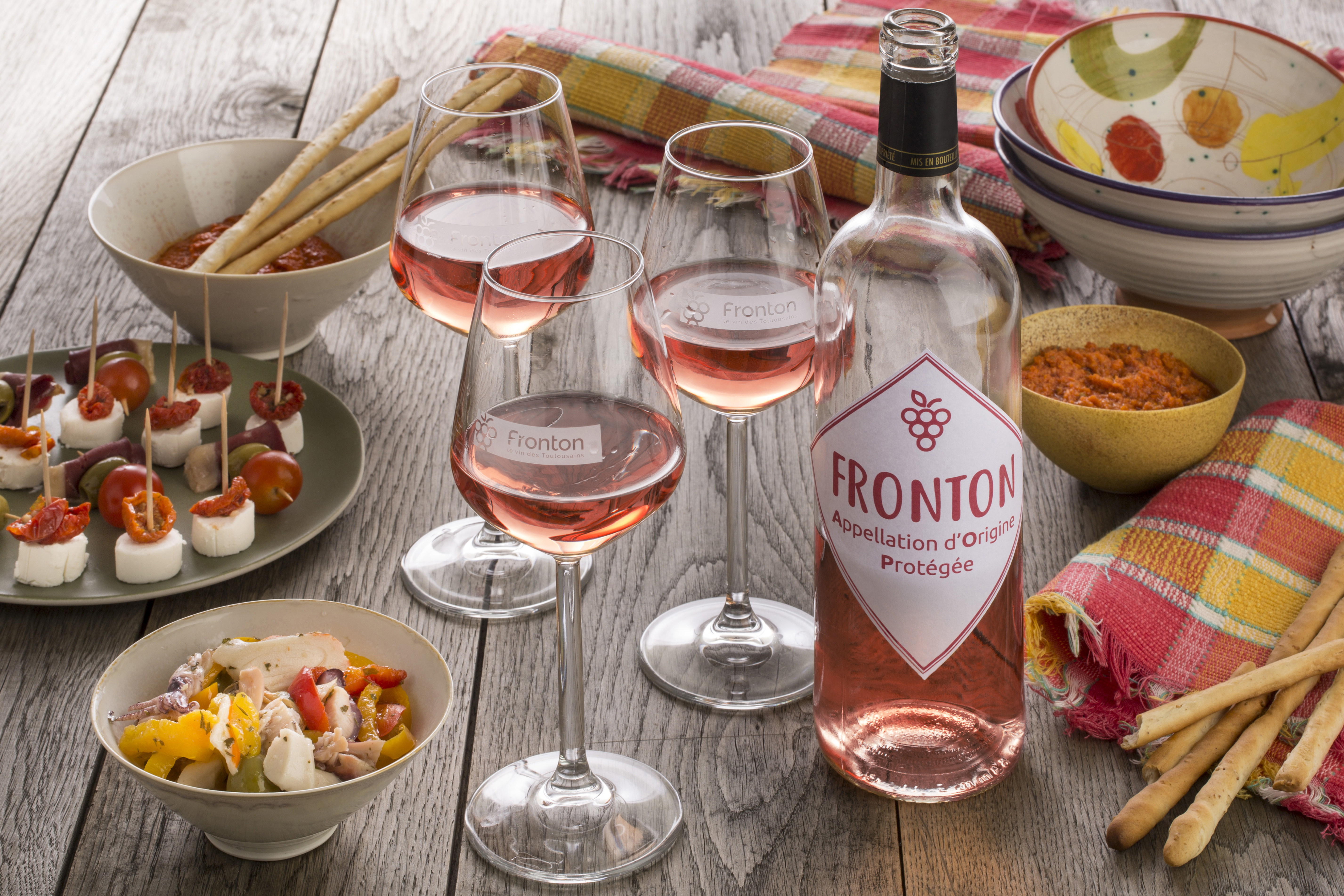
Vin Rosé AOC Fronton

Les vins rosés de Fronton  sont particulièrement appréciés. Fruitée et aromatique, la Négrette produit de jolis rosés aux arômes intenses, à la robe assez soutenue en général, avec une belle longueur en bouche et de la matière. Les rosés de Fronton (pressurage ou saignée) sont souvent qualifiés de rosés de gastronomie.

### Type de vins et gastronomie
La négrette confère aux vins fruité et finesse caractéristiques. Les rouges parviennent à leur plénitude entre 4 et 7 ans. Les rosés, caractérisés par une forte aromatique, surtout lorsque la négrette est bien présente, se boivent jeunes.

### Commercialisation
Ce sont une centaine d'adhérents viticulteurs à la Cave coopérative de vinification et 40 chais particuliers qui produisent environ 65 000 hectolitres dont 60 % de vin rouge et 40 % de vin rosé.
Environ 15 % des bouteilles sont vendues à l'export et plus de 20% en vente directe.

Exemples de cuvées Fronton AOC
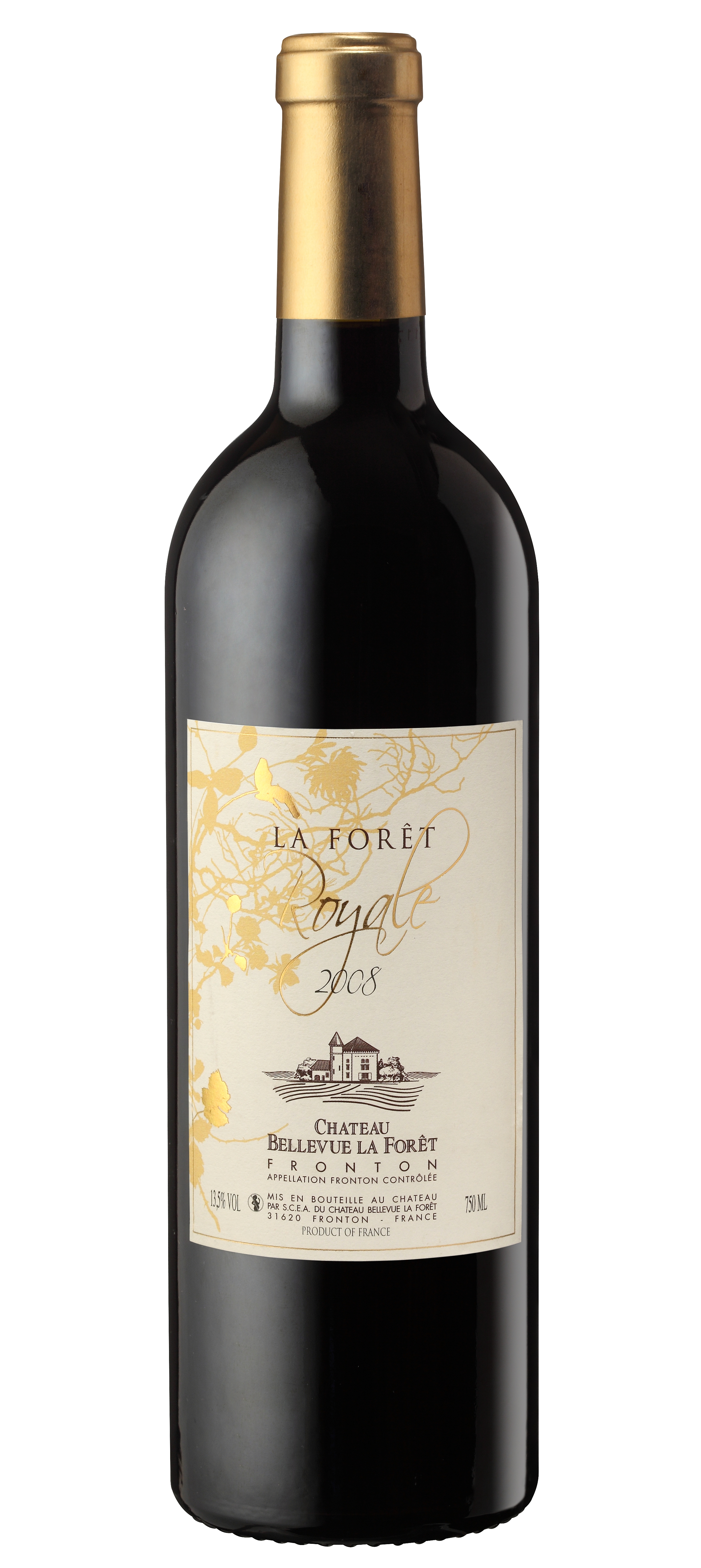
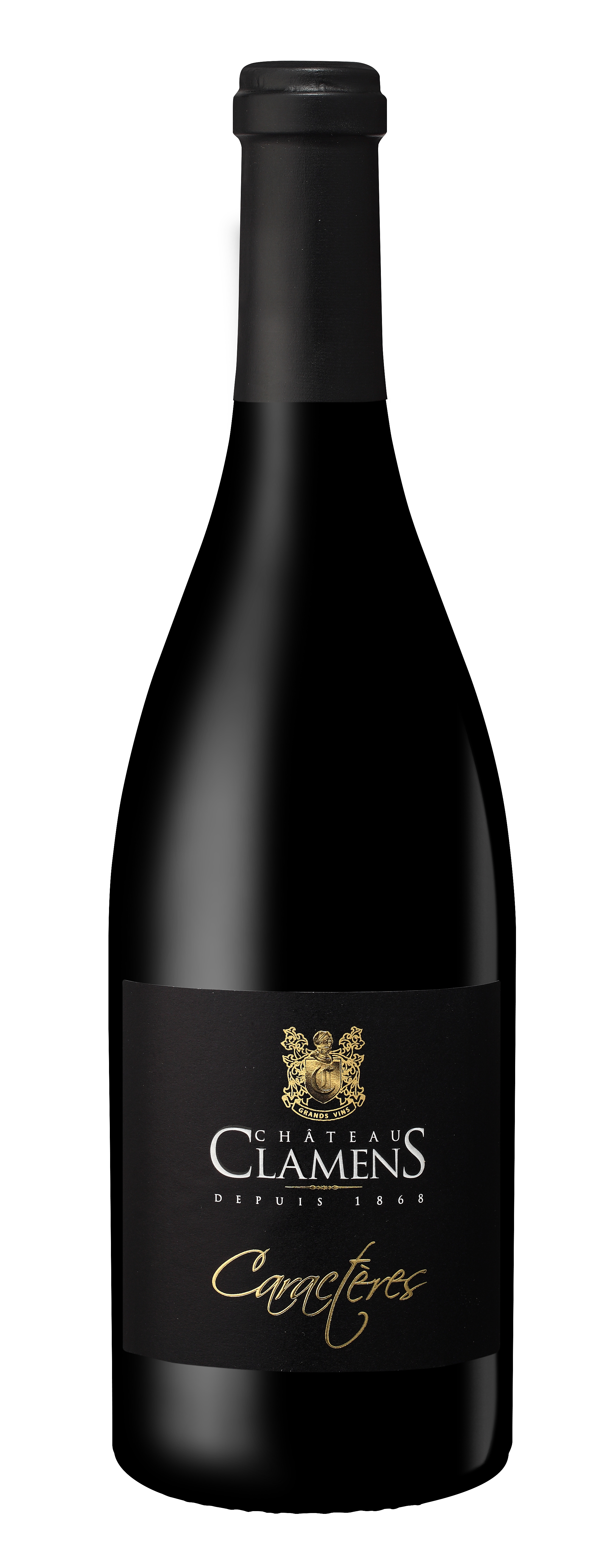

#### Production 2018
- 9 millions de bouteilles/an
- 60 % de rouge, 40 % de vin rosé